# Григорьев, Евгений Фёдорович
Евгений Фёдорович Григорьев (3 февраля 1960, с. Сухановка, Кузнецкий район, Пензенская область, РСФСР, Союз Советских Социалистических Республик — 13 февраля 2008, Саратов, Россия) — прокурор Саратовской области (2006—2008). Государственный советник юстиции 3 класса (декабрь 2005).

## Биография
Сын российского юриста Фёдора Григорьева, бывшего ректора и президента Саратовской государственной академии права. В 1981 году окончил Саратовский юридический институт им. Д. И. Курского (ныне Саратовская государственная юридическая академия).
- 1981—1982 — стажёр, затем помощник прокурора Волжского района Саратова.
- 1982—1984 — служил в Вооружённых силах.
- 1984—1985 — помощник прокурора Заводского района Саратова.
- 1985—1992 — прокурор, затем старший прокурор отдела по надзору за следствием и дознанием в органах МВД областной прокуратуры.
- 1992—2001 — заместитель прокурора Саратова, начальник отдела по надзору за оперативно-розыскной деятельностью и расследованием особо важных дел областной прокуратуры. Курировал деятельность межведомственной следственно-оперативной группы «Кобра», занимавшейся борьбой с организованными преступными группировками, внедрившимися в экономические структуры области.
- 2001 — январь 2004 — прокурор Саратова.
- январь 2004 — июнь 2005 — заместитель прокурора Саратовской области.
- июнь 2005 — февраль 2006 — первый заместитель прокурора Саратовской области.
- февраль 2006 — февраль 2008 — прокурор Саратовской области[1].

### Прокурор области
С 16 февраля 2006 года был прокурором Саратовской области. В том же году инициировал принятие областного закона о противодействии коррупции. Осенью 2007 года предложил запретить розничную продажу ежедневно с 22:00 до 08:00 алкогольных напитков, содержащих свыше 15 % этилового спирта. При этом предлагал штрафовать нарушителей в административном порядке на 400 тыс. рублей, а в случае повторного нарушения — на 800 тыс. рублей.
В качестве заместителя, первого заместителя прокурора, а затем и прокурора Саратовской области Евгений Григорьев инициировал возбуждение ряда уголовных дел, получивших общественный резонанс. Среди них:
- Дело Василия Поимцева, бывшего генерального директора ЗАО «Саратовстрой», депутата Саратовской областной думы. Обвинялся по статье 201, часть 2, статье 196 УК РФ (дело о банкротстве предприятия). В октябре 2006 года признан судом виновным, но освобождён от наказания по амнистии в связи с достижением 65 лет.[3][4]
- Дело Геворга Джлавяна, бывшего министра транспорта — председателя комитета по дорожно-транспортному строительству и эксплуатации дорог Саратовской области. Обвинялся по статье 285 УК РФ. В 2007 году осуждён к четырём с половиной годам лишения свободы. Суд посчитал доказанным тот факт, что обвиняемый искусственно создал условия недофинансирования государственных дорожных предприятий, а затем заставил руководителей сорока трех дорожных предприятий области открыть расчетные счета в ООО КБ «Партнербанк» (одним из учредителей которого был его родной брат) и брать там кредиты под 50 % годовых.[5]
- Дело Александра Несмысленова, бывшего министра сельского хозяйства Саратовской области. Обвинялся по статье 290 часть 4 УК РФ. В 2007 году осуждён к шести годам лишения свободы. Суд посчитал доказанным факт получения взятки в размере 1 млн рублей «за положительное решение вопроса о поставке ГСМ сельхозпроизводителям региона». Областная прокуратура опротестовала приговор за мягкостью, но Верховный суд России оставил его в силе.[6][7][8]
- Дело Юрия Аксёненко, бывшего мэра Саратова; было возбуждено осенью 2007 года по статье 286 часть 2 УК РФ — по фактам единоличного выделения земельных участков в городе под торговые ряды, кафе, рынки и иные коммерческие организации.[9]

### Убийство
Был убит вечером 13 февраля 2008 года выстрелом в голову из пистолета с глушителем около подъезда своего дома на улице Большая Горная в Саратове. Основная версия следствия — заказное убийство, связанное с профессиональной деятельностью Евгения Григорьева.
6 марта Следственный комитет при прокуратуре (СКП) России заявил о задержании подозреваемых в организации и исполнении убийства Евгения Григорьева. 17 марта представитель СКП заявил, что «четверым фигурантам следствием предъявлено обвинение по трём статьям УК РФ: „посягательство на жизнь сотрудника правоохранительного органа“, „убийство“ и „незаконное хранение оружия“». Кроме того, было сообщено, что одним из обвиняемых по этому делу является директор саратовского завода «Серп и молот» Алексей Максимов. В непосредственном совершении убийства был обвинён Марат Казаков. Ещё один подозреваемый, Евгений Манбетов, скрылся, был объявлен в розыск, но вскоре найден повешенным. 17 января 2010 года стало известно о том, что Алексей Максимов также найден повешенным в камере Бутырского следственного изолятора.

## Награды
- Орден Мужества (посмертно)[13]
- Нагрудный знак «Почётный работник прокуратуры Российской Федерации»
- Почётный знак Губернатора Саратовской области «За мужество и героизм»

## Память
- В Саратове улица Революционная была переименована в улицу имени Е. Ф. Григорьева (2008)[14]
- Аудитория имени Е. Ф. Григорьева в учебном корпусе № 5 СГЮА[15]